# VOICE (HOUND DOGのアルバム)
『VOICE』（ヴォイス）は、HOUND DOGが1990年1月1日にリリースした11枚目のオリジナル・アルバム。

## 解説
オリジナル・アルバム初のCD2枚組で発売された。2作連続オリコンチャート最高位1位獲得。初めてコンピューターを導入し、打ち込みのリズムや、これまでになかったリズムのダンス・ミュージックやアカペラまで試みた意欲作となっている。

## 収録曲
作詞：大友康平・松井五郎　作曲・全編曲：蓑輪単志（特記以外）

### DISC.1
1. VOICE
  - 作曲：八島順一
  - INSTRUMENTAL
2. 東京ロンリーハーツクラブ
  - 作曲：八島順一・橋本章司
3. ROUTE 34
  - 作曲：八島順一
4. YOUR SONG
  - 映画「ベンポスタ子ども共和国」主題歌
5. BATTLE ROYAL
  - 作曲：西山毅
6. ミスキャスト
  - 作曲：八島順一
7. TELL ME WHY（VOICE Version）
  - 作曲：八島順一
8. 素直になれなくて~Remember You~
9. KISS DE 極楽~Live at Bay Area~
  - 作詞：大友康平・箕輪単志
10. グローブ

### DISC.2
1. TELEPHONE
2. Lonely Soldier
  - 進研ゼミ中学講座CMソング
3. 俺はラッキースター
4. Moonlight & Champagne
5. SILENCE
  - 作曲：八島順一
6. くたばれ MIDNIGHT
7. 大地の子供たち（VOICE Version）
  - 作曲：八島順一
8. OVERLAND JOURNEY
9. スポットライト
  - 作曲：八島順一

## ミュージシャン

### HOUND DOG
- 大友康平：リードボーカル
- 八島順一：ギター
- 西山毅：ギター
- 蓑輪単志：キーボード
- 鮫島秀樹：ベース
- 橋本章司：ドラム

### アディショナル・ミュージシャン
- 梅津和時：サックス（Disc 2の4,6）